# Cratere Napi
Napi è un cratere sulla superficie di Rea.